# Holcot
Holcot – wieś w Anglii, w hrabstwie Northamptonshire, w dystrykcie (unitary authority) West Northamptonshire. Leży 10 km na północny wschód od miasta Northampton i 103 km na północny zachód od Londynu. Miejscowość liczy 399 mieszkańców.